# Muzică gospel
Muzica gospel sau, mai simplu, gospel (din engleză: gospel = evanghelia, știrea bună; derivat din engleza veche unde gōdspel, gōd = bun, și spel = povestire, știre) este muzica creștină afroamericană
din secolele XX și XXI. Mai exact, gospelul este muzica bisericească a comunităților creștine afroamericane, în principal corală, caracterizată prin influențe de jazz și blues.
Precursoarea gospelului a fost muzica de gen Negro spiritual.
Termenul se mai folosește azi și cu semnificația lărgită, mai generală, de muzică creștină din zonele anglo-saxone, sau și de muzică pop creștină.

## Subdivizare
- Gospelul negru
- Gospel tradițional
- Gospel contemporan
- Gospel urban
- Gospel african
- Gospel alb
- Gospel inspirațional

și altele.

## Exemple de muzică Gospel
- Amazing Grace (Text: John Newton, melodie: Traditional)
- Precious Lord, take my hand, de Thomas A. Dorsey, 1932
- Oh Happy Day (Edwin Hawkins)
- Rock of Ages (Augustus Toplady)
- Soon And Very Soon (Andraé Crouch)